# Джейн Фостер (Кинематографическая вселенная Marvel)
Доктор Джейн Фо́стер (англ. Jane Foster) — персонаж из медиафраншизы «Кинематографическая вселенная Marvel» (КВМ), роль которой исполняет Натали Портман. Образ основан на одноимённом персонаже комиксов Marvel, созданном Стэном Ли, Ларри Либером и Джеком Кирби.
Фостер впервые появляется в фильме «Тор» (2011), а позже в его продолжении, «Тор 2: Царство тьмы» (2013). Портман не вернулась к своей роли в фильме «Тор: Рагнарёк», но она вновь появляется в фильме «Тор: Любовь и гром» (2022), где становится Могу́чим То́ром (англ. Mighty Thor). Помимо серии фильмов о Торе, Фостер появляется в фильме «Мстители: Финал» (2019) и мультсериале «Что, если…?» (2021).
Хотя игра Портман и получила высокую оценку, в первых двух фильмах о Торе персонаж был принят неоднозначно, однако её появление в фильме «Тор: Любовь и гром» в роли Могучего Тора было воспринято лучше.

## Концепция и создание

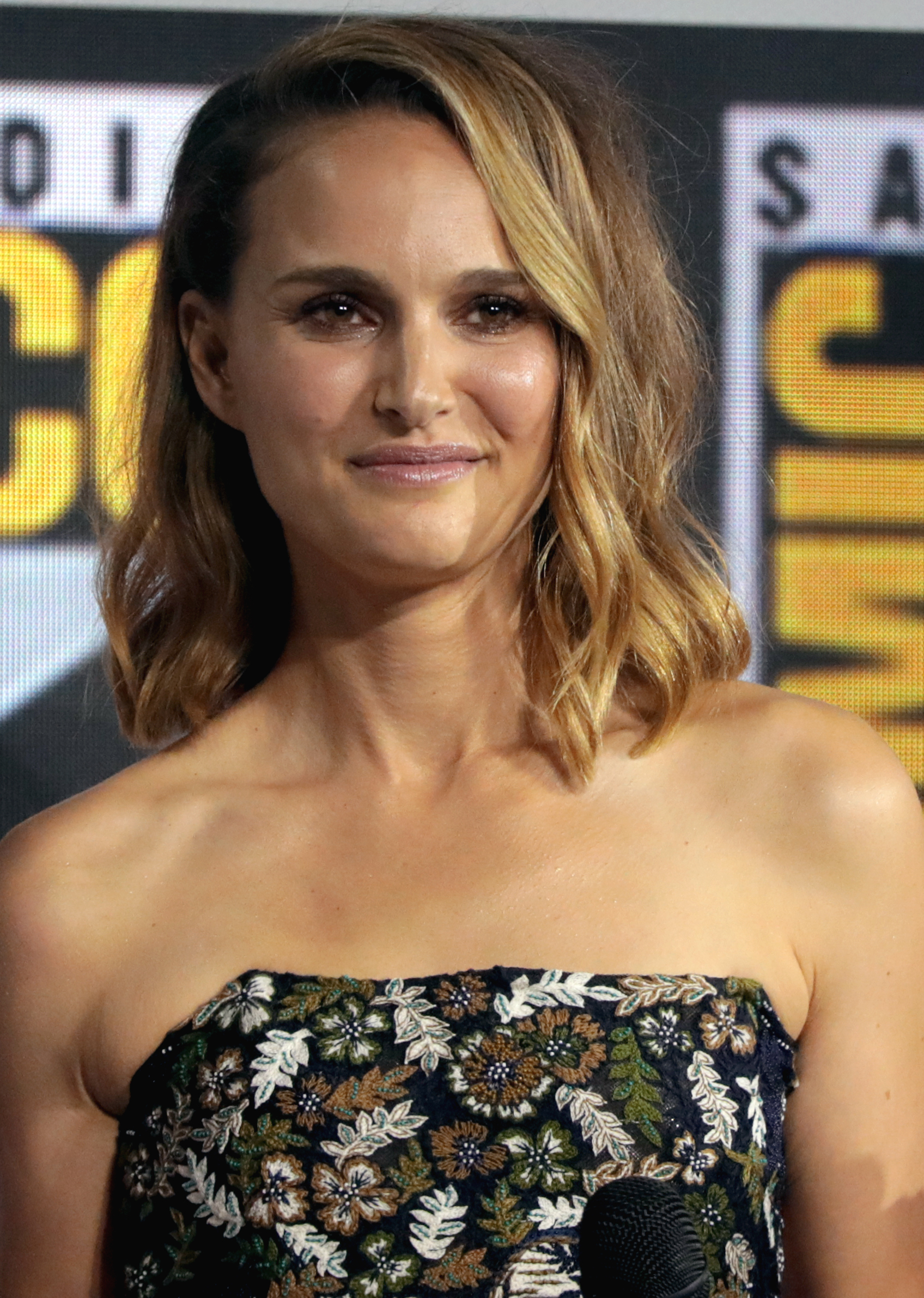
Натали Портман на San Diego Comic-Con в 2019 году

Персонаж комиксов Джейн Фостер впервые появилась в Journey into Mystery #84 (сентябрь 1962 года) и была создана автором Стэном Ли, писателем Ларри Либером и карандашистом Джеком Кёрби. Названная «Джейн Нельсон» в своих первых двух появлениях, она продолжала представлять любовный интерес доктора Дональда Блейка, тайной личности скандинавского бога-супергероя Тора, почти в каждом выпуске вплоть до #136 (январь 1967) в серии комиксов, которую к тому времени переименовали в Thor.
Натали Портман взяли на роль Фостер в июле 2009 года. Когда её спросили, почему она согласилась на роль в «Торе», Портман ответила: «Я просто подумала, что это звучит как странная идея, потому что режиссёром фильма является Кеннет Брана, поэтому я просто подумала: „Кеннет Брана снимает «Тора» — это супер-странно, я должна это сделать“». 13 октября 2011 года студия Marvel подтвердила, что Портман вернётся к главной роли в фильме «Тор 2: Царство тьмы». Роль её персонажа в фильме «Тор: Любовь и гром» была подтверждена в июле 2019 года, как и сюжетная линия, включающая её становление Могучим Тором.

## Характеристика
Портман заявила, что она действительно хотела бы сняться в фильме с большими эффектами, в котором подчёркивался бы персонаж, и возможность сделать это с Браной была новым подходом к этому по сравнению со «Звёздными войнами». Что касается её подготовки к роли, Портман отметила: «Я подписалась на это ещё до того, как появился сценарий. И Кен, который потрясающий и невероятный, сказал: „Ты действительно можешь помочь создать этого персонажа“. Мне довелось прочитать биографии женщин-ученых, таких как Розалинд Франклин, которая действительно открыла двойную спираль ДНК, но не получила за это признания. Трудности, которые у них были, и то, как они думали – я подумала: „Какая прекрасная возможность в очень большом фильме, который увидит множество людей, сыграть женщину в качестве учёного“. Она очень серьёзный учёный. Потому что в комиксе она медсестра, а теперь её сделали астрофизиком. На самом деле, я знаю, это звучит глупо, но именно такие мелочи заставляют девушек думать, что это возможно. Это не даёт им образца [для подражания] типа „О, я просто должна мило одеваться, как в кино“».
Говоря о роли персонажа в фильме «Тор 2: Царство тьмы», продюсер Кевин Файги сказал: «В то время как Тор был рыбой, вытащенной из воды на Земле в первых двух фильмах („Тор“ и „Мстители“), на этот раз Джейн очень похожа на рыбу, вытащенную из воды в Асгарде». Портман добавила: «На этот раз это было совершенно другое приключение. Потому что Джейн — рыба, вытащенная из воды. Я не хотела делать это в духе „Билла и Теда“ или девушки из долины, брошенной в Страну Шекспира». Портман также сказала, что фильм застаёт Джейн в другом месте её жизни: «Джейн переехала, так что теперь она в Лондоне, а не в Санта-Фе. Очевидно, она скучала по Тору, а также была расстроена из-за того, что он не постучал в её дверь, когда был на её планете. Она определенно переживает это и пытается двигаться дальше». Жена Хемсворта Эльса Патаки заменила Портман во время сцены поцелуя после титров из-за конфликта в расписании.
В фильме «Тор: Любовь и гром» Фостер проходит курс лечения от рака, одновременно становясь супергероем — Могучим Тором, приобретая костюм и способности, аналогичные способностям Тора, благодаря использованию реконструированной версии его молота Мьёльнира. Портман, которая не появлялась в предыдущем фильме «Тор: Рагнарёк» (2017), согласилась вернуться после встречи с режиссёром Тайкой Вайтити, который сказал, что возвращение Фостер в жизнь Тора после восьми лет будет для него большой адаптацией, поскольку у неё была другая жизнь без него. Вайтити добавил, что появление Фостер в костюме Тора было бы для него «чертовски ошеломляющим».

## Появления
- Первое появление Портман в КВМ было в «Торе» (2011)[2].
- Портман вновь исполняет свою роль в фильме «Тор 2: Царство тьмы» (2013)[4].
- Альтернативная версия Фостер появляется в фильме «Мстители: Финал» (2019), и действие её истории разворачивается во времена «Тора 2: Царство тьмы»[5].
- Альтернативную версию Фостер озвучивает Натали Портман в эпизоде «Что, если… Тор был бы единственным ребёнком?» из мультсериала Disney+ «Что, если…?» (2021)[18].
- Фостер появляется в фильме «Тор: Любовь и гром» (2022), её снова играет Портман. Персонаж принимает мантию Могучего Тора, проходя курс лечения от рака и владея реконструированной версией молота Мьёльнира[5].

## Биография персонажа

### Встреча с Тором
Астрофизик доктор Джейн Фостер, её ассистент Дарси Льюис и наставник доктор Эрик Селвиг находят асгардца Тора в Нью-Мексико, где он приземлился после изгнания из Асгарда. Тор и Фостер испытывают взаимное влечение, в то время как Тор ищет свой молот. После того, как Тор возвращается в Асгард, чтобы противостоять Локи, Фостер и её команда ищут способ открыть портал в Асгард.

### Контакт с Эфиром
В Лондоне Фостер и Льюис отправляются на заброшенную фабрику, где появились порталы в другое измерение, нарушающие законы физики вокруг них. Отделившись от группы, Фостер телепортируется в другой мир, где, за пределами почти всевидящего видения Хеймдалла, она поглощает Эфир. Хеймдалл предупреждает об этом Тора, что приводит его на Землю. Когда Тор находит Фостер, она непреднамеренно высвобождает неземную силу, и Тор возвращается с ней в Асгард. Один, узнав Эфир, предупреждает, что Эфир не только убьёт Фостер, но и что его возвращение предвещает катастрофическое пророчество.
Тёмный эльф Малекит, которого разбудило высвобождение Эфира, нападает на Асгард. Во время битвы Малекит и Алгрим ищут Фостер, чувствуя, что она содержит Эфир. Мать Тора Фригга смертельно ранена, защищая Фостер, а Малекит и Алгрим вынуждены бежать без Фостер. Несмотря на приказ Одина не покидать Асгард, Тор неохотно обращается за помощью к Локи, который знает о секретном портале в Свартальфхайм, где они будут использовать Фостер, чтобы заманить Малекита подальше от Асгарда и противостоять ему. Взамен Тор обещает Локи отомстить Малекиту за убийство их матери. Пока Вольштагг и Сиф задерживают асгардских солдат, а Фандрал помогает им сбежать, Тор, Локи и Фостер направляются в Свартальфхайм. Там Локи хитростью заставляет Малекита вытащить Эфир из Фостер, но попытка Тора уничтожить обнажённую субстанцию терпит неудачу. Тор и Фостер обнаруживают ещё один портал в соседней пещере и воссоединяются в Лондоне с Льюис и наставником Фостер, доктором Эриком Селвигом, который ненадолго попал в больницу из-за психической травмы, полученной им во время нападения Локи на Землю. Они узнают, что Малекит планирует восстановить господство Тёмных Эльфов, выпустив Эфир в центре Конвергенции в Гринвиче. После того, как Тор сражается и побеждает Малекита, Фостер и Тор воссоединяются на Земле.

### Диагноз рака и становление Могучим Тором
Через восемь лет после разрыва с Тором у Фостер обнаружили неизлечимый рак. Поскольку лечение оказалось неэффективным, она отправляется в Новый Асгард, надеясь, что теперь сломанный молот Тора Мьёльнир сможет исцелить её. Из-за чар, которые Тор неосознанно наложил на него много лет назад, чтобы защитить Фостер, Мьёльнир перековывается и привязывается к ней. Тор, прибывший в Новый Асгард, чтобы отразить нападение Горра Убийцы богов, с удивлением обнаруживает, что Фостер владеет Мьёльниром, но тем не менее объединяется с ней, королём Нового Асгарда Валькирией и Коргом, чтобы сразиться с Горром. Группа противостоит Горру, но он сбегает, похищая нескольких детей Асгарда и заключая их в тюрьму в Царстве Теней.
Группа отправляется в Город Всемогущества, царство, которое является домом для многих богов, чтобы предупредить их и попросить их о помощи. Лидер богов, Зевс, боится Горра и не желает помогать, думая, что они могут оставаться в безопасности и скрытыми от Горра в Городе. Зевс приказывает захватить группу, чтобы помешать им раскрыть местонахождение Города Всемогущества Горру, но они сражаются с силами Зевса и убегают. По мере продолжения путешествия Тор и Фостер возобновляют свои романтические отношения, и Фостер раскрывает свою болезнь. Группа отправляется в Царство Теней, чтобы спасти детей. Однако это оказывается ловушкой Горра, чтобы он мог забрать секиру Тора, Громсекиру, чтобы открыть Биврёст и войти в царство Вечности, которое может исполнить его желание уничтожить всех богов.

### Смерть
Истощая свои силы каждый раз, когда она использует Мьёльнир, Фостер предупреждают, что повторное использование его, скорее всего, убьет её. Тор убеждает Фостер позволить ему сразиться с Горром в одиночку, пока она выздоравливает. Когда Фостер чувствует, что Горр собирается убить Тора, она приносит окончательную жертву, вступая в битву с Мьёльниром, чтобы спасти его. Они уничтожают Некромеч, но все трое попадают в царство Вечности. После этого Тор умоляет Горра попросить оживить свою дочь вместо того, чтобы уничтожить богов. Тор оставляет Горра решать, пока он ухаживает за Фостер, которая умирает от своей болезни на руках Тора после того, как они полностью примирились друг с другом. Тронутый их демонстрацией, Горр желает, чтобы Вечность возродила его дочь, Любовь, что она и делает. Затем дух Фостер прибывает к вратам Вальхаллы, где Хеймдалл приветствует её в загробном мире и благодарит за помощь в спасении его сына.

## Альтернативные версии

### Кража Камня Реальности
Фостер кратко появляется в фильме «Мстители: Финал», в сцене, в которой путешествующие во времени Тор и Ракета прибывают в Асгард во время событий «Тора 2: Царство тьмы», чтобы получить Камень Реальности. Тор озабочен своей личной депрессией, из-за которой его мать, Фригга, противостоит ему, в то время как Ракета использует устройство, чтобы извлечь Камень Реальности из Фостер.

### Принц вечеринок Тор
Во вселенной, где Локи был возвращён Ледяным великанам, а Тор воспитывался как единственный ребёнок, Тор отправляется в Лас-Вегас, чтобы устроить вечеринку, приглашая людей, асгардцев и инопланетян. Астрофизик Фостер предупреждает правительство, но, встретив Тора, она сближается с ним. После того, как директор «Щ.И.Т.» Ник Фьюри выведен из строя, Мария Хилл противостоит Фостер из-за её предупреждения. По мере того, как прибывает всё больше инопланетян, в том числе уже взрослый принц Локи и несколько других Ледяных великанов, а Тор начинает устраивать разрушительные вечеринки по всему миру, Хилл вызывает Кэрол Дэнверс, чтобы убедить Тора уйти. Он отказывается, и они сражаются, и Тор в конце концов побеждает её, когда она избегает использовать всю свою силу из страха причинить жертвы. После этого стажёр Фостер, Дарси Льюис, предлагает Дэнверс вместо этого атаковать Тора в менее населённых районах.
В поисках более мирного решения Фостер связывается с Хеймдаллом, который помогает ей встретиться с Фриггой и объяснить ситуацию. Фригга связывается с Тором и говорит ему, что скоро вернётся. Испуганный Тор прекращает вечеринки и убеждает тусовщиков помочь ему прибраться. Прибывает Фригга, застает Тора за занятиями со своей свитой, но видит следы вечеринки. Перед возвращением в Асгард Тор навещает Фостер, чтобы простить её и поблагодарить за то, что она связалась с Фриггой. Тор приглашает Фостер на свидание, однако внезапно сталкивается с альтернативной версией Альтрона в теле Вижена, который владеет всеми шестью Камнями Бесконечности.

## Реакция
Первоначально, в то время как игра Натали Портман в роли Джейн Фостер была положительно воспринята критиками, персонаж Фостер получил неоднозначные отзывы. Ричард Кёйперс из «Variety» похвалил игру Портман в «Торе», но раскритиковал развитие её персонажа и её отношения с Тором, написав: «Хотя роман Тора с Джейн вполне сносен, во многом благодаря безупречной работе Портман в тонко написанной роли, паре не дают достаточно времени наедине или содержательного диалога, чтобы поднять отношения над обыденностью». Питер Трэверс из «Rolling Stone» заявил, что Натали Портман «выигрышно» изображает Джейн Фостер в фильме «Тор 2: Царство тьмы». Питер Брэдшоу из «The Guardian» посчитал, что Портман храбро и энергично изобразила Фостер в «Царстве тьмы». Дебоприя Дутта из /Film посчитала, что с Фостер плохо обращались во время съёмок фильма «Тор», написав: «Хотя Джейн всегда была жизнерадостным, умным человеком — блестящим астрофизиком, которая провела невероятное исследование сложной теории моста Эйнштейна–Розена — её персонаж превратился в девицу в беде в „Торе 2: Царство тьмы“, после чего она полностью исчезла из КВМ (я бы не стала считать сомнительный кадр с её затылком в „Мстителях: Финал“)». Валери Комплекс из Deadline Hollywood называла персонажа «девицей в беде» до «Тора: Любовь и гром».
После выхода фильма «Тор: Любовь и гром» игра Натали Портман получила высокую оценку наряду с персонажем Фостер. Купер Худ из Screen Rant отметил, что игра Портман и Фостер получили очень положительные отзывы как от критиков, так и от зрителей, написав: «Те, кто видел „Тор: Любовь и гром“, похоже, уже полностью согласны с тем, что включение Портман в качестве Могучего Тора является одним из самых успешных элементов». Пол Чи из «Vanity» Fair отметил, что Портман в роли Могучего Тора «вызвала переполох в социальных сетях». Валери Комплекс из Deadline Hollywood заявила, что «Любовь и гром» преуспел в том, чтобы придать персонажу Портман тщательно проработанную арку её персонажа, и похвалила её игру, сказав: «Она официально выразила своё недовольство тем, что в первых двух фильмах про Тора её изобразили как недоработанную девицу, попавшую в беду. Она полностью отдаётся своей роли и при этом хорошо выглядит. У неё есть несколько очень крутых сцен драк, и, надеюсь, в будущем она будет делать больше таких сцен». Ник Аллен из RogerEbert.com положительно отозвался о «Любви и громе», похвалив игру Портман и развитие её персонажа на протяжении всего фильма, заявив: «Как в её человеческом, так и в героическом состоянии, игра Портман передаёт, почему так здорово снова увидеть Джейн». Тодд Гилкрист из The A.V. Club дал положительный отзыв о фильме и похвалил игру Портман, похвалив развитие её персонажа на протяжении всего фильма, сказав: «Портман доставляет товар в роли „Могучего Тора“, надирая задницу вместе с Хемсвортом, даже если её неспособность к броским фразам предлагает солидную шутку, поскольку она развивает свои героические убеждения». Деббоприя Дутта из /Film посчитала, что «Любовь и гром» усиливает персонажа Фостер, заявив, что фильму удаётся обеспечить реалистичное развитие отношений Фостер с Тором, и она сочла смерть персонажа «хорошим способом закрыть арку Джейн в контексте направления, в котором решил двигаться фильм». Лейси Бауэр из Den of Geek назвала Портман «искромётной» в роли Фостер, заявив, что фильм «даёт Джейн Фостер историю, которую она заслужила за последнее десятилетие», и похвалила развитие персонажа, написав: «Она прошла испытание и стала настоящим героем, и наконец-то, когда дело доходит до этого персонажа».

### Награды
| Год  | Работа                | Награда            | Категория                                           | Номинант(ы)    | Результат | Прим.  |
| ---- | --------------------- | ------------------ | --------------------------------------------------- | -------------- | --------- | ------ |
| 2012 | «Тор»                 | Премия «Юпитер»    | Лучшая международная актриса                        | Натали Портман | Номинация | [ 31 ] |
| 2014 | «Тор 2: Царство тьмы» | Teen Choice Awards | Choice Movie: Актриса научно-фантастического фильма | Натали Портман | Номинация | [ 32 ] |

## Комментарии
1. ↑  Мьёльнир был сломан во время событий фильма «Тор: Рагнарёк» (2017).